# مؤشر العلوم الإنسانية البريطانية
مؤشر العلوم الإنسانية البريطانية هو قاعدة بيانات نشرتها مؤسسة بروكويست التي تقوم بفهرسة المجلات والمجلات والصحف المنشورة في بريطانيا العظمى والدول الأخرى الناطقة باللغة الإنجليزية. وصفه دليل أكسفورد لأبحاث المكتبات بأنه «مصدر بريطاني جيد بشكل خاص»، مشيرًا إلى أن لديه «عناوين من ابتكاره الخاص». حيث يغطي أكثر من 400 مجلة دورية ابتداءً من عام 1962.